# Adélaïde Leroux
Pour les articles homonymes, voir Leroux.
Adélaïde Leroux, est une actrice française née le 30 décembre à Hazebrouck.

## Filmographie

### Cinéma

#### Longs métrages
- 2006 : Flandres de Bruno Dumont : Barbe
- 2008 : Séraphine de Martin Provost : Minouche
- 2008 : Home d'Ursula Meier : Judith
- 2009 : Suerte de Jacques Séchaud
- 2010 : Ivul d'Andrew Kötting : Freya Ivul
- 2010 : D'amour et d'eau fraiche de Isabelle Czajka : Laure
- 2013 : Des morceaux de moi de Nolwenn Lemesle : Sarah
- 2016 : Le Chant du merle de Frédéric Pelle : Aurélie Delmas
- 2016 : D'une pierre deux coups de Fejria Deliba : Marilyne
- 2017 : Hit the North de Daniel Sayer : Lover

#### Courts et moyens métrages
- 2008 : Reproduction de Sylvia Guillet : Mathilde
- 2008 : Montparnasse de Mikhael Hers : Florence
- 2009 : Le Naufragé de Guillaume Brac : Julie
- 2010 : La Tragédie de Michel de Mike Guermyet : L'amie de Michel
- 2011 : La Ligne de touche de Nicolas Rosée : Victoria
- 2012 : Le jour où le fils de Rainer s'est noyé d'Aurélien Vernhes-Lermusiaux : La jeune femme
- 2012 : Lupa de Clémentine Poidatz : Mathilde
- 2013 : 9m² de Sandy Seneschal : Lola
- 2013 : Canada de Sophie Thouvenin et Nicolas Leborgne : La femme
- 2013 : Sand de Rémi Bigot : Femme
- 2014 : L'Oreille du pianiste de Lisa Diaz
- 2014 : Poisson d'Aurélien Vernhes-Lermusiaux : Adélaïde
- 2014 : Les Fleurs bleues de Guillaume Grélardon : Dolorès
- 2016 : Ma maison de Lisa Diaz : La mère
- 2016 : Ulysse, la websérie de Nicolas Nedellec
- 2016 : 3:36 de Jean Philippe Ferré : La jeune femme
- 2017 : Tout le monde a raison d'Emmanuel Mouret

### Télévision
- 2011 : Cigarettes et bas nylon de Fabrice Cazeneuve : Jeannette

## Théâtre
- 2009 : Agatha de Marguerite Duras. mise en scène Tommy Milliot (dans le cadre du festival Mise en Capsule - Ciné 13 Théâtre)
- 2015 - 2016 : Les Flottants de Sonia Nemirovsky

## Distinctions

### Récompenses
- 2007 : Premier prix du conservatoire de Roubaix
- 2010 : Prix jeune espoir féminin pour Cigarettes et bas nylon au Festival de la fiction TV de La Rochelle[1].

### Nominations
- 2007 : Pré-nomination pour le César du meilleur espoir Féminin pour Flandres de Bruno Dumont
- 2009 : Pré-nomination pour le César du meilleur espoir Féminin pour Home de Ursula Meier
- 2010 : Nomination pour la Meilleure Interprétation Féminine aux Lutins du court métrage pour Montparnasse de Mikhaël Hers
- 2012 : Nomination pour le Jeune Espoir au festival Jean Carmet pour Lupa de Clémentine Poidatz
- 2013 : Nomination pour le Jeune Espoir au festival Jean Carmet pour 9m² de Sandy Seneschal
- 2014 : Nomination pour le Jeune Espoir au festival Jean Carmet pour Poisson de Aurélien Vernhes-Lermusiaux